# Efraim (kronikarz)
Efraim – kronikarz bizantyński żyjący na przełomie XIII i XIV wieku, autor wierszowanej kroniki przedstawiającej cesarzy rzymskich od Kaliguli do Michała VIII Paleologa.
O Efraimie wiadomo tylko, że żył na przełomie XIII i XIV wieku i pochodził z trackiego miasta Ajnos. Swoją wierszowaną kronikę napisał około 1313 roku. Leo Allatius nadał jej tytuł Historia powszechna w wierszach jambicznych (Chroniké historia diá stíchon iambikon), kolejny wydawca Angelo Mai zatytułował ją Cesarze kroniki Ephraimowej (Ephraimíu chronikú kájsares). Kronika zachowała się w trzech rękopisach. Najstarszy pochodzi z XIV wieku.
Kronika została napisana trymetrem jambicznym. Obejmuje 9564 wiersze. Przedstawia cesarzy rzymskich od Kaliguli (37 r.) po Michała VIII Paleologa (1282 r.). Początek, opisujący prawdopodobnie panowanie Juliusza Cezara lub przynajmniej Oktawiana Augusta, zaginął. Każdą biografię autor opatrzył imieniem cesarza i latami jego panowania, skupiając się na przedstawieniu jego charakteru i związanych z nim anegdot i ciekawostek. Najwięcej miejsca poświęcił cesarzom sobie najbliższym: Komnenom, Angelosom i Laskarysom. Do kroniki został dołączony wykaz biskupów i patriarchów Konstantynopola (wersy 9565-10392), począwszy od Andrzeja Apostoła po wstąpienie na tron patriarchy Izajasza (1313).
Pisząc swoją kronikę Efraim wzorował się na poetyckim Przeglądzie historii Konstantego Manassesa. Korzystał również z kronik Jana Zonarasa oraz z dzieł Niketasa Choniatesa, Jerzego Akropolitesa i Teodora Skutarioty. Pisał klasycyzującą greką pełną dawno zapomnianych słów i wyrażeń z zamierzchłych epok. Ze względu na zmiany norm językowych nie uniknął błędów składniowych.